# Kooka
Kooka はラスタ画像をスキャンする KDE 向けの プログラムである。

## 概要
Kooka を使ってコンピュータ内の画像やテキストを読み込ませることができる。テキストデータ内のスペルチェッカの付いた光学文字認識 (OCR) モジュールを通して読み込んだテキストを変換できる。
Kooka は光学文字認識のためにバックエンドとして GOCR などが利用でき、SANE ライブラリに依存している。
KDE3 では kdegraphics モジュールに含まれている。しかし、あまり活発に開発やメンテナンスがされていないため KDE4 リリースからは除外された。